# Konia
Konia is een geslacht van straalvinnige vissen uit de familie van de cichliden (Cichlidae).

## Soorten
- Konia dikume Trewavas, 1972
- Konia eisentrauti (Trewavas, 1962)